# Пополь Вух (гурт)
Popol Vuh — німецький музикальний колектив, заснований клавiшником Флоріаном Фріке у 1969 році разом із саунд-дизайнером Франком Фідлером, перкусіоністом Холгером Трульшем, та продюсеркою Беттіною Фріке. Інші учасники коллективу: Джонг Юн, Ренат Кнауп, Конні Вейт, Даніель Фішельшер, Клаус Вайс, та Роберт Еліску. Цей музичний гурт отримав свою назву на честь манускрипту народу Майя — Пополь-Вух, який був збірником міфологічних істот високогірного гватемальского народу Кіче.
Спочатку Popol Vuh позиціонували себе як гурт електронної музики, Фріке з часом вирішив відійти від цього напрямку на користь суміші органної та етнічної музики. Протягом наступних 10 років учасники гурту затверджувалися Вернером Герцогом на ролі композиторів для його фільмів: Агірре, гнів божий(1972); Носферату — привид ночі (1979), та Фіцкарральдо (1982). Також Popol Vuh асоцiюються iз Західно-німецьким краут-рок рухом та вважаються одними із засновників нью-вейву та ембієнт-музики. Найкращими альбомами музичного гурту Пополь Вух вважають "In den Garten Pharaos’’ та ‘’Hosianna Mantra’’.

## Історія гурту
Свою назву гурт отримав вiд манускрипту народу майя Пополm-Вух, що приблизно перекладається як "Книга ради" або "Книга суспільства". Їхнiй перший альбом "Affenstunde" (1970) можна вважати раннiм зразком космiчної музики, яка поєднувала звучання синтезатора Муга та етнiчної перкусiї. Запис альбому Affenstunde відбувався в Bavaria Music Studio у Мюнхені, де до Popol Vuh приєдналася Беттіна Фріке. Вона продюсувала альбом разом із Ґерхардом Августіном. Продюсери підтримувала гурт під час роботи над їхнім дебютним альбомом, що складався лише з чотирьох треків, проте був інноваційним та впливовим. Особливо виділяється однойменний трек Affenstunde — майже дев’ятнадцятихвилинна музична епопея, що повністю зайняла другу сторону платівки. У подiбному стилi були створений альбом "In den Gärten Pharaos" який вийшов у 1971-му та вважається одним із предтеч ембієнту. Флоріан Фріке активно використовував свій синтезатор Moog II та додав у композиції безліч експериментальних електронних звуків. Альбом сприймався по-різному: як новаторський, експериментальний, а завдяки африканській перкусії — ще й екзотичний. Композиція Vuh, що займає другу частину альбому, розглядалася як космічна музика у її найдуховнішому прояві. In den Gärten Pharaos став першим класичним альбомом у довгій та славетній кар'єрі Popol Vuh. У 1972 році вийшов саундтрек до фiльму "Агірре, гнів божий", пiсля чого Фрiке остаточно вiдмовився вiд електронної музики на користь фортепiано, органу та народної музики.
Третій, не вважаючи Агірре, альбом гурту, "Hosianna Mantra", вийшов у 1972 році, але залишився майже непоміченим багатьма критиками та покупцями платівок. Саме під час його запису склад гурту вперше зазнав значних змін — Флоріан Фріке залишився єдиним оригінальним учасником. У новому складі група розширила спектр музикальних інструментів до духових, струнних, акустичних, комбінуючи їх з містичною аурою, що робило їхні композиції по справжньому духовними та інтроспективними.

У 1973 роцi Коннi Вейт допомагав розвивати духовний компонент гурту. Пiзнiше вiн казав:
«Я утримуюсь вiд класифiкацiї ''церковна музика'', хоча вважаю, що альбом 'Hosianna Mantra' може використовуватись для церковних служб. Ця музика приносить менi щось iнше. Використовуючи всi можливi методи, я хотiв осягнути первiсне християнське буття та почуття, щоб передати правильнiсть елементарних iстин у християнському словi. Не бути проповiдником, а радше кимось, для кого архаїчний спосiб життя є бiльш прийнятним та правильним, нiж наша сучасна культура».
Popol Vuh із лишком компенсував попередні невдачі своїм альбомом Einsjäger und Siebenjäger (1974), який сьогодні вважається одним із їхніх найкращих альбомів 1970-х років. Наступний альбом, Das Hohelied Salomos (1975), продемонстрував схильність гурту до музики в стилі Нью-Ейдж. Здавалося, що Popol Vuh постійно винаходить свою музику наново. У 1976-му вони випустили свій восьмий альбом Letzte Tage–Letzte Nächte, який отримав схвальні відгуки критиків і зміцнив репутацію Popol Vuh як колективу, що створює захоплюючу та новаторську музику. Частково це стало можливим завдяки непохитній рішучості гурту розширювати межі своїх музичних можливостей. Репутація Popol Vuh ще більше зросла після роботи над саундтреком до фільму “Скляне серце” Вернера Герцога
Пізніше того ж року гурт випустив Brüder des Schatten–Söhne des Lichts, записаний у серпні 1978-го. Випущений на Brian Records, альбом, спродюсований Ґерхардом Августіном, отримав високу оцінку критиків. Однак, попри визнання їхньої музики, багато хто так і не дізнався про Popol Vuh.
На щастя, Popol Vuh мали можливість написати та записати саундтрек до іншого фільму Вернера Герцога — «Носферату, привид ночі» (Nosferatu: Phantom der Nacht). Цей проєкт відкрив музику гурту ширшій аудиторії, а альбом Nosferatu став одним із їхніх найкращих саундтреків і передостаннім альбомом Popol Vuh у 1970-х.
У 1979 році гурт випустив альбом Die Nacht der Seele, що мав підзаголовок «тантричні пісні». Ця робота отримала схвальні відгуки критиків і стала доречним завершенням десятиліття для Popol Vuh. Неймовірно, але цей альбом був вже дванадцятим у дискографії гурту з моменту їхнього заснування в 1970 році.
У 1980-ті не були настільки плідними для колектіву, тому вони випустили лише чотири альбоми. Першим був Sei Still, Wisse Ich Bin (1981), який побачив світ через два роки після Die Nacht der Seele. Чекати було варто, адже гурт знову перевідкрив себе, створивши амбітний та інноваційний альбом, який отримав широке визнання критиків. Наступний альбом, Agape-Agape, вийшов на норвезькому лейблі Uniton. Ця робота продемонструвала різноманітність, красу, драматичність і, як завжди, новаторський підхід гурту. Попри схвальні відгуки критиків, альбом не знайшов широкої аудиторії. У 1983 році Флоріан Фріке випустив свій дебютний сольний альбом Die Erde und Ich Sind Eins. Попри свій статус одного з найвизначніших німецьких музикантів свого покоління, Фріке випустив альбом як приватне видання, і робота залишилася маловідомою. У 1985 році Popol Vuh випустили свій п’ятнадцятий альбом Spirit Of Peace на французькому лейблі Spalax. Альбом був високо оцінений критиками, але, як і попередні роботи гурту, не отримав визнання критиків.  Використання Вернером Герцогом композиції We Know About the Need у своєму документальному фільмі «Темне світіння гір» (Dark Glow of the Mountains) повернуло інтерес до групи. Два роки по тому Popol Vuh знову об'єдналися з Вернером Герцогом для створення саундтреку до фільму Кобра Верде. Однак цей альбом отримав змішані відгуки, через що Флоріан Фріке взяв творчу паузу до кінця 80-тих.
Наступний альбом побачив світ лише у 1991 році. For You and Me став саундтреком, описаним як «свято світової музики». Він продемонстрував здатність Popol Vuh гармонійно поєднувати різні жанри, але критики сприйняли його неоднозначно. У 1992 році Флоріан Фріке випустив ще один сольний альбом — Florian Fricke spielt Mozart. Ця робота відкрила класичний бік Фріке, який був глибоко захоплений класичною музикою і навчався в консерваторіях Фрайбурга та Мюнхена. У 1995 році Popol Vuh повернулися з альбомом City Raga, записаним у студії New African Studios в Мюнхені. У записі взяли участь Флоріан Фріке, Гвідо Ієронімус і Майя Роуз, а також дитячий хор із Катманду. Альбом став черговим доказом творчого потенціалу гурту. Минуло ще два роки, перш ніж Popol Vuh повернулися зі своєю дев'ятнадцятим альбомом Shepherd's Symphony - Hirtensymphonie. Не дивлячись на чергову зміну складу, основне тріо, до якого входили Флоріан Фріке, Гвідо Ієронімус і Френк Філдер, залишилось. Саме цей склад вирушив до студії Afro Sounds у Мюнхені, де з вересня 1995 по березень 1996 року вони записували цей альбом. Реліз відбувся у 1997 році, і Shepherd's Symphony отримала схвальні відгуки критиків.
Лебединим співом Popol Vuh став альбом Messa Di Orfeo, записаний 20 вересня 1998 року під час аудіовізуальної світлової інсталяції в лабіринті Мольфетта, Барі, Апулія. Альбом був створений, спродюсований і режисований Флоріаном Фріке, а вокальні партії виконала Майя Роуз. Гільєрміна Де Дженнаро відповідала за декламацію текстів. Messa Di Orfeo поєднує кінематографічну музику та драму, вбираючи елементи ембієнту, авангарду, Берлінської школи, електронної музики, а також нью-ейджу та світової музики. Цей альбом став не лише фінальним акордом у творчості Popol Vuh, а й унікальним саундтреком до інсталяції, яка була створена як разовий, неповторний перформанс.
Гурт припинив своє iснування пiсля смертi Флорiана Фрiке 29 грудня 2001 року.
У жовтнi 2003 року Клаус Шульце написав:
«Флорiан був i залишається засновником сучасної етнiчної та релiгiйної музики. Вiн обрав електронну музику та синтезатор Муга, щоб звiльнити себе вiд обмежень традицiйної музики, але згодом зрозумiв безперспективнiсть такого шляху i перейшов до акустичного виконання. Саме тодi вiн вiдкрив нову еру, яку Вернер Герцог так любив, трансформуючи його думки про електронну музику в нову мову акустичної етно-музики».

## Дискографія
1. Affenstunde (1970)
2. In den Gärten Pharaos (1971)
3. Hosianna Mantra (1972)
4. Seligpreisung (1973)
5. Einsjäger und Siebenjäger (1974)
6. Das Hohelied Salomos (1975)
7. Aguirre (саудтрек) (1975)
8. Letzte Tage — Letzte Nächte (1976)
9. Скляне серце (1977)
10. Brüder des Schattens — Söhne des Lichts (1978)
11. Носферату — привид ночі (1978)
12. Die Nacht der Seele (1979)
13. Sei still, wisse ICH BIN (1981)
14. Agape-agape (1983)
15. Spirit of peace (1985)
16. Cobra Verde (1987)
17. For You and Me (1991)
18. City Raga (1995)
19. Shepherd's Symphony – Hirtensymphonie (1997)
20. Messa di Orfeo (1999)

### Сольні альбоми Флоріана Фріке
- Die Erde und ich sind Eins (1983) — обмежене приватне видання
- Флоріан Фріке грає Моцарта (1992) — Фріке грає на фортепіано композиції Моцарта

### Збірники
Є два окремі випуски збірки Best of Popol Vuh — Вернер Герцог. Вони відрізняються від найкращих саундтреків із фільмів Вернера Герцога, хоча вибір композицій збігається.
- Perlenklänge: The Best of Popol Vuh (1976) — компіляція Ohr / Pilz / Kosmische Musik
- Tantric Songs (1981) — містить треки з Die Nacht der Seele та Brüder des Schattens — Söhne des Lichts
- Фіцкарральдо (1982) — саундтрек із чотирма раніше випущеними композиціями Popol Vuh, крім опери та традиційної музики
- У садах фараона / Агірре (1983)
- Gesang der Gesänge (1988)
- Best of Popol Vuh — Вернер Герцог (1989 з 14 треками; перевиданий у 1993 році лише з 10 треками)
- Florian Fricke (1991) — включає треки з Herz aus Glas (переназвано) та Brüder des Schattens — Söhne des Lichts
- Найкращі саундтреки з фільмів Вернера Герцога (1991, 8 треків)
- Best of Popol Vuh from the Films of Werner Herzog (1992, 10 треків), містить один трек (під назвою «We Are Aware of the Misery») з фільму Герцога "Темне сяйво гір ", який раніше не видавався
- Sing, for Song Drives Away the Wolves (1993) — альбом реміксів
- Музика з фільму (1994) — комплект із 3 компакт-дисків: Aguirre, Herz aus Glas, Nosferatu
- Nicht Hoch Im Himmel (1998)
- Future Sound Experience (2002) — альбом реміксів, записаний у 1993 році (відповідно до буклету) і виданий після смерті Флоріана Фріке
- 70's Progressive (2006) — компіляція SPV
- На шляху до Гімалаїв (2006) — комплект із 3 компакт-дисків: Brüder des Schattens — Söhne des Lichts, Spirit of Peace, Die Nacht der Seele
- Бокс-сет Вернера Герцога з саундтреків (2011)
- Revisited & Remixed (1970—1999) (2011)

### Неавторизований альбом
- Yoga (1976) — записаний Флоріаном Фріке з індійськими музикантами